# South Bend (Indiana)
South Bend ist eine Stadt mit 103.453 Einwohnern (Volkszählung 2020) im St. Joseph County des US-Bundesstaats Indiana.
Die Stadt beherbergt die Bezirksverwaltung (County Seat) des St. Joseph County.

## Geographie
South Bend weist eine Gesamtfläche von 101,3 km² auf, von denen 1,1 % aus Wasser bestehen und liegt an der südlichen Flussbiegung (river bend) des St. Joseph Rivers.

## Bevölkerung
| Jahr | Einwohner |
| ---- | --------- |
| 1980 | 109.727   |
| 1990 | 105.511   |
| 2000 | 107.789   |
| 2010 | 101.168   |
| 2020 | 103.453   |

Die Bevölkerungsstatistik weist für 2000 insgesamt 107.789 Einwohner nach, 42.908 Haushalte und 25.959 Familien.
Die Bevölkerungsdichte beträgt 1.076 Einwohner pro km².
57,60 % der Bevölkerung sind Weiße, 24,61 % Afroamerikaner, 8,45 % Latinos und 9,34 % von anderer oder mehrfacher ethnischer Herkunft. Ein großer Teil der Bevölkerung stammt von Vorfahren aus Deutschland und Polen, die Ende des 19. Jahrhunderts eingewandert sind.
27,3 % der Bevölkerung ist unter 18 Jahre, 10,4 % ist 18–24 Jahre alt, 29,3 % ist 25–44 Jahre alt, 18,2 % ist 45–64 Jahre alt, und 14,8 % sind 65 Jahre und älter. Das Durchschnittsalter der Bevölkerung beträgt 33 Jahre.

## Geschichte
South Bend wurde ursprünglich 1831 als Sitz der Bezirksregierung angelegt. Damals lebten etwa 130 Menschen in diesem Gebiet, vor allem Fellhändler, Händler und Gastwirte.
Am 4. Oktober 1851 erreichte die erste Dampflokomotive South Bend und das benachbarte Mishawaka.
Im Jahr 1882 unternahm die South Bend Street Railway Company den weltweit ersten Versuch einer elektrischen Straßenbahn, die ab Herbst 1882 die beiden Nachbarstädte Mishawaka und South Bend verband.
Diese Verkehrsverbindungen und industriellen Entwicklungen führten dazu, dass die Brüder Studebaker sich in South Bend geschäftlich niederließen und hier später die Studebaker Fahrzeugbetriebe gründeten. Ihr Einfluss auf die Geschichte von South Bend war bedeutend, so dass die Schließung der Betriebe im Jahr 1963 für die Stadt zu ernsten wirtschaftlichen Schwierigkeiten führte.
Eine relativ große Anzahl von Auswanderern, die sich in der Stadt in der Zwischenkriegszeit (1918–1939) angesiedelt haben, stammte aus dem Ort Kroatisch Minihof in Österreich, wo die Straße „Sotbend“ nach South Bend benannt wurde.
Ein Bauwerk in South Bend hat den Status einer National Historic Landmark, der Studebaker Tippecanoe Place. 73 Bauwerke und Stätten der Stadt sind insgesamt im National Register of Historic Places (NRHP) eingetragen (Stand 5. Februar Januar 2020).

## Bildung
South Bend beherbergt die University of Notre Dame und verschiedene andere kleine Colleges, so auch die Indiana University South Bend, eine Zweigstelle der Indiana University.

## Verkehr
Der South Bend Airport liegt rund 5 Kilometer vom Stadtzentrum entfernt. Direkt am Flughafen befindet sich die Endstation der South Shore Line des Northern Indiana Commuter Transportation District, welche eine Anbindung nach Chicago gewährleistet, jedoch keinen weiteren Halt in South Bend besitzt. Die Stadt besitzt darüber hinaus einen Bahnhof, der von den Amtrak-Zügen Lake Shore Limited (von Chicago nach New York und Boston) sowie Capitol Limited (von Chicago nach Washington, D.C.) bedient wird.
An der Stadt vorbei verlaufen die Autobahnen Interstate 80 und Interstate 90 sowie der U.S. Highway 31.

## Sport
In South Bend fanden die Special Olympics World Summer Games 1987 statt. Es waren die bis dahin größten Spiele von Special Olympics und das größte Amateursportereignis des Jahres.

## Städtepartnerschaften
Mit drei Städten ist South Bend partnerschaftlich verbunden:
- Częstochowa in Polen; seit 1992
- Arzberg in Oberfranken in Deutschland; seit 2005
- Guanajuato in Mexiko; seit 2011

## Persönlichkeiten

### Söhne und Töchter der Stadt
- John Franklin Miller (1831–1886), Jurist und Politiker, General der Unionsarmee im Sezessionskrieg
- Elijah A. Morse (1841–1898), Politiker, Vertreter von Massachusetts im US-Repräsentantenhaus
- George Ford (1846–1917), Politiker, Vertreter von Indiana im US-Repräsentantenhaus
- Abraham L. Brick (1860–1908), Politiker, Vertreter von Indiana im US-Repräsentantenhaus
- John Franklin Miller (1862–1936), Politiker, Vertreter von Washington im US-Repräsentantenhaus
- Frederick Collins (1869–1952), Erfinder und Autor
- William P. O’Neill (1874–1955), Politiker, Vizegouverneur von Indiana
- Lambert Hillyer (1893–1969), Filmregisseur und Drehbuchautor
- Charles Butterworth (1896–1946), Filmschauspieler und Broadway-Darsteller
- Jules C. Stein (1896–1981), Unternehmer und Philanthrop
- Kenneth Rexroth (1905–1982), Dichter, Essayist und Literaturkritiker
- William Cottrell (1906–1995), Drehbuchautor und Regieassistent
- Elmer Irving Fiesenheiser (1906–1998), Bauingenieur
- Dale Messick (1906–2005), Comic-Zeichnerin
- George Rickey (1907–2002), Bildhauer
- William Roach (1907–1993), Romanist und Mediävist
- Clarence Long (1908–1994), Politiker, Vertreter von Maryland im US-Repräsentantenhaus
- Mike Salay (1909–1973), Autorennfahrer
- Maclyn McCarty (1911–2005), Biologe
- George Seaton (1911–1979), Drehbuchautor, Filmregisseur und Produzent
- Samuel I. Weissman (1912–2007), Physikochemiker
- Jack Nethercutt (1913–2004), Unternehmer und Autorennfahrer
- Samuel L. Devine (1915–1997), Politiker, Vertreter von Ohio im US-Repräsentantenhaus
- Shepard J. Crumpacker (1917–1986), Politiker, Vertreter von Indiana im US-Repräsentantenhaus
- John Bromfield (1922–2005), Schauspieler
- Dolores Fuller (1923–2011), Filmschauspielerin und Songschreiberin
- Thomas Bowles (1926–2000), Bariton-Saxophonspieler
- John Howard Yoder (1927–1997), mennonitischer Theologe und Pazifist
- Tom Donahue (1928–1975), Pionier des Rock ’n’ Roll im Radio als Disc-Jockey, Produzent und Konzert-Promoter
- Jack Coker (1929–2016), Jazzpianist und Hochschullehrer
- Robert Hughes (1929–1972), Filmproduzent und Dokumentarfilmregisseur
- Jerry Coker (1932–2024), Jazzmusiker, Hochschullehrer und Autor
- Dick Meredith (1932–2025), Eishockeyspieler
- Sneaky Pete Kleinow (1934–2007), Country-Musiker
- Dick Durock (1937–2009), Schauspieler und Stuntman
- Chad Everett (1937–2012), Schauspieler
- John Baeder (* 1938), Fotograf und Maler des Fotorealismus
- Jeremy M. Boorda (1939–1996), Admiral
- R. James Milgram (* 1939), Mathematiker
- Jeremy Leven (* 1941), Drehbuchautor, Regisseur, Produzent und Autor
- Nancy Priddy (* 1941), Sängerin und Schauspielerin
- Gary A. Heidt (1942–2021), Biologe, Mammaloge und Ökologe
- Gerard Pauwels (1945–2022), Schauspieler und Jurist
- William L. Rathje (1945–2012), Archäologe
- Michael August Blume (* 1946), römisch-katholischer Geistlicher und Diplomat des Heiligen Stuhls
- Eric Van Stryland (* 1947), Physiker
- Eric Wieschaus (* 1947), Molekularbiologe und Entwicklungsbiologe
- Maryanne Wolf (* 1947), Psychologin, Neurowissenschaftlerin und Hochschullehrerin
- Debra Elmegreen (* 1952), Astronomin
- Isiah Whitlock Jr. (* 1954), Schauspieler
- Dan Harrigan (* 1955), Schwimmer
- Jerry Scott (* 1955), Comiczeichner und Comicautor
- Timothy J. Roemer (* 1956), Politiker und Diplomat, Vertreter von Indiana im US-Repräsentantenhaus und US-Botschafter in Indien
- Janice Elaine Voss (1956–2012), Astronautin
- Tom Emmer (* 1961), Politiker, Vertreter von Minnesota im US-Repräsentantenhaus
- Larry Karaszewski (* 1961), Drehbuchautor, Filmproduzent und Filmregisseur
- Dean Norris (* 1963), Schauspieler
- Jackie Walorski (1963–2022), Politikerin, Vertreterin von Indiana im US-Repräsentantenhaus
- Vivica A. Fox (* 1964), Schauspielerin
- Michael Alig (1966–2020), Partyveranstalter in der Clubszene von Manhattan
- William Wack (* 1967), römisch-katholischer Ordensgeistlicher, Bischof von Pensacola-Tallahassee
- Susan Choi (* 1969), Schriftstellerin
- Robert Churchwell (* 1972), Basketballspieler
- Ryan Newman (* 1977), NASCAR-Rennfahrer
- Todd James Jackson (* 1979), Schauspieler
- Pete Buttigieg (* 1982), Politiker, Bürgermeister von South Bend und US-Verkehrsminister
- Leroy Dixon (* 1983), Leichtathlet
- Skylar Diggins-Smith (* 1990), Basketballspielerin
- Anthony Barr (* 1992), American-Football-Spieler
- Tess Gunty (* 1993), Schriftstellerin
- Jacque Lynn Armer (* 1997), Volleyballspielerin
- Tommy Nash (* 20. Jahrhundert), Schauspieler und Synchronsprecher
- Hannah Roberts (* 2001), BMX-Radsportlerin
- Jaden Ivey (* 2002), Basketballspieler

### Persönlichkeiten mit Bezug zur Stadt
- Ivan Meštrović (1883–1962), kroatischer Bildhauer und Architekt; Professor der Bildhauerei an der University of Notre Dame in South Bend
- Stan Coveleski (1889–1984), Baseballspieler
- Charles van Acker (1912–1998), Autorennfahrer
- Moose Krause (1913–1992), College-Leichtathlet, Baseball-, Basketball- und Football-Spieler

### Musik-Bands
- Die Surf-Rock-Band The Rivieras wurde zu Beginn der 1960er Jahre in South Bend gegründet.

## Klimatabelle
|                        | Jan  | Feb  | Mär  | Apr  | Mai  | Jun   | Jul  | Aug  | Sep  | Okt  | Nov  | Dez  |   |      |
| Mittl. Temperatur (°C) | −4,8 | −3,1 | 3,0  | 9,3  | 15,2 | 20,6  | 22,7 | 21,6 | 17,7 | 11,4 | 4,9  | −1,7 | ⌀ | 9,8  |
| Mittl. Tagesmax. (°C)  | −0,9 | 1,2  | 7,6  | 14,8 | 21,1 | 26,4  | 28,3 | 27,1 | 23,4 | 16,8 | 9,2  | 1,9  | ⌀ | 14,8 |
| Mittl. Tagesmin. (°C)  | −8,8 | −7,4 | −1,6 | 3,7  | 9,3  | 14,8  | 17,2 | 16,2 | 12,1 | 6,0  | 0,8  | −5,4 | ⌀ | 4,8  |
|                        |      |      |      |      |      |       |      |      |      |      |      |      |   |      |
| Niederschlag (mm)      | 56,6 | 48,3 | 78,7 | 97,0 | 81,8 | 104,4 | 97,0 | 93,2 | 91,9 | 78,2 | 83,1 | 83,8 | Σ | 994  |
|                        |      |      |      |      |      |       |      |      |      |      |      |      |   |      |
| Luftfeuchtigkeit (%)   | 77   | 75   | 71   | 66   | 66   | 67    | 70   | 73   | 74   | 72   | 76   | 79   | ⌀ | 72,2 |

| −8,8 |

| −7,4 |

| −1,6 |

| 3,7 |

| 9,3 |

| 14,8 |

| 17,2 |

| 16,2 |

| 12,1 |

| 6,0 |

| 0,8 |

| −5,4 |

| −8,8 |

| −7,4 |

| −1,6 |

| 3,7 |

| 9,3 |

| 14,8 |

| 17,2 |

| 16,2 |

| 12,1 |

| 6,0 |

| 0,8 |

| −5,4 |